# Sint Antoniusbank
Sint Antoniusbank est un hameau néerlandais situé dans la commune d'Eijsden-Margraten, dans la province du Limbourg néerlandais. Le 1er janvier 2005, le hameau comptait 110 habitants.

## Histoire
Longtemps une seigneurie indépendante, la petite localité de Sint Antoniusbank a intégré la commune de Heer en Keer à l'instauration des communes. Entre 1828 et 1982, le hameau faisait partie de la commune de Cadier en Keer, mais pour le code postal le village ressortait sous Bemelen. Depuis 1982, Sint Antoniusbank fait partie de Margraten.